# Secrets of the Moon
A Secrets of the Moon német black metal (később gothic metal/rock) együttes. 1993-ban alakultak Osnabrück városában.

## Tagok
- SG – gitár (1997-), ének (2008-)
- AR – gitár (2009-)
- Daevas – basszusgitár (1995-2007, 2016-), ének (1995-2007)
- Erebor – dob (2014-)

Korábbi tagok
- Schizo – gitár (1995-1996)
- Thelema – gitár (2001-2002)
- Ohtar – gitár (2003)
- A.D. – gitár (2004-2008)
- K.S.A. – gitár (2008-2009)
- LSK – basszusgitár (2008-2011; 2013-ban elhunyt)
- Naamah Ash – basszusgitár (2011-2016)
- Frazer – dob (1995-2001)
- Thrawn Thelemnar – dob (2001-2014)

## Diszkográfia
Demók
- Unearthed Arcana (1995)
- Vanitas (1997)

Split lemezek
- Auf einer Wanderung durch goldene Sphären (a Lunar Aurorával, 1999)
- Black Metal Endsieg III (az Armagedda-val, a Dark Stormmal és a Bael-lel, 2002)
- Bestien in Engelsgestalt (az Averse Safirával, 2003)

Albumok
- Stronghold of the Inviolables (2001)
- Carved in Stigmata Wounds (2004)
- Antithesis (2006)
- Privilegivm (2009)
- Seven Bells (2012)
- Sun (2015)
- Black House (2020)

Közreműködések
- "Condemnation (of the Inferiority) (kiadatlan változat)" a Jesus Wept / Black Arts válogatáslemezen, 2002
- "The Protagonist" a Tribute to Dead Can Dance – The Lotus Eaters válogatáslemezen, 2004

Kislemezek, EP-k
- The Exhibitions (EP, 2005)
- Them Bones / This Inner Soil (7", 2010)
- The Ambience of a Dead Star (12", 2010)
- Warhead (7", 2011)

Egyéb
- De Musica Mundana (válogatáslemez, 2002)
- Live in Bitterfield 2001 (koncertalbum, 2002)